# The Tower
The Tower é um dos arranha-céus mais altos do mundo, com 243 metros (796 pés). Edificado na cidade de Dubai, Emirados Árabes Unidos, foi concluído em 2002, tendo 54 andares.